# Comme des Garçons
Comme des garçons (コム・デ・ギャルソン Komu de Gyaruson?) es una marca de ropa japonesa fundada por Rei Kawakubo, está establecida en Tokio y tiene una sucursal en París, ciudad donde muestran sus colecciones principales durante la Semana de la Moda de París. La tienda principal se ubica en Aoyama, uno de los distritos dedicados a la moda de Japón, además tiene varias tiendas conceptuales en ciudades como Kioto, Osaka y Fukuoka, fuera de territorio japonés cuenta con tiendas en ciudades como Nueva York, Hong Kong, Pekín, Seúl y Manila. Desde el año 2004 la compañía ha desarrollado un concepto de mercado donde exponen sus colecciones en cada tienda junto con otras marcas de ropa y tiene una colección de perfumes.

## Historia

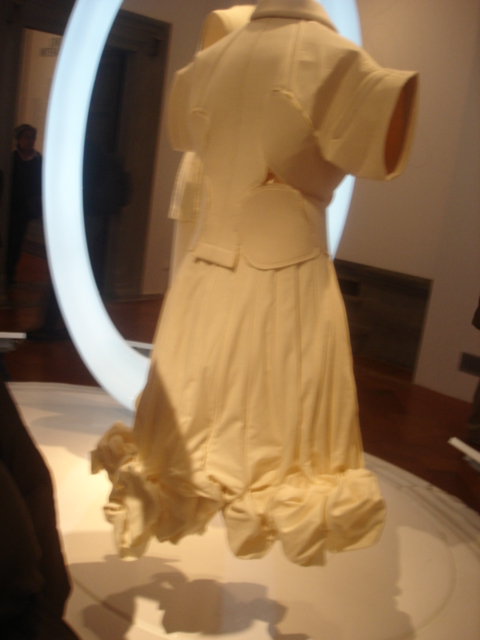
Vestido en exhibición en Florencia, Italia.

Rei Kawakubo creó la compañía en 1969, y se estableció bajo el nombre Comme des Garçons Co. Ltd en 1973, en estos años se hizo conocida dentro del mercado japonés y para el año 1981 hizo su debut en París; en sus diseños hace uso del color negro, además es frecuentemente asociada a un estilo entre desaliñado y punk. El nombre de la marca proviene de la canción de Françoise Hardy «Tous les garçons et les filles», concretamente de la línea Comme les garçons et les filles de mon âge.
Los diseños y líneas de ropa son creados en Japón, mayormente fabricados a mano, dando como resultado un producto de mayor precio y calidad; cuenta con fábricas en Japón, China y Australia, además la revista Business of Fashion en un artículo de abril de 2017, indicó que la marca de ropa reporta ganancias de hasta 280 millones de dólares al año.

## Estilo

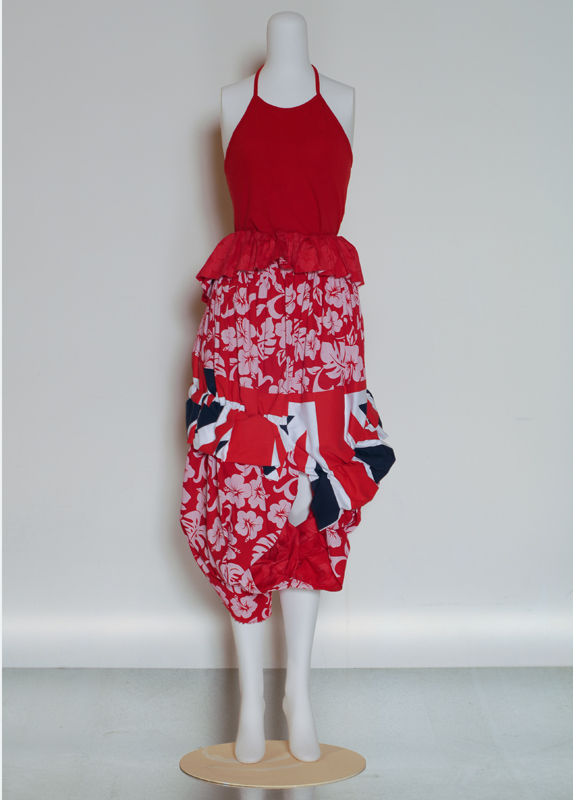
Vestido de la línea de moda para dama.

La ropa de Comme des Garçons es diseñada en el estudio ubicado en Aoyama, Tokio, son manufacturadas en Japón, Francia, España y Turquía; la marca ha colaborado a través de los años en festivales y eventos culturales internacionales, han mostrado en 1997 una colección dedicada a la temporada primavera-verano, colaboraron con la artista americana Merce Cunningham en una colección llamada Scenario, para el año 2006 presentaron su colección otoño-invierno con el tema "persona", una colección que combinaba elementos masculinos y femeninos en sus diseños. Junya Watanabe y Tao Kurihara han estado trabajando en la marca para la creación de varias sub-líneas de ropa casual para mujer, además han colaborado con varias marcas a través de los años como Fred Perry, Speedo, Nike entre otros, una colaboración con H&M fue lanzada en otoño de 2008.

## Expansión del negocio
Tras su debut en París, la marca de ropa inició una etapa nueva donde creaba exhibiciones dedicadas a fotografías y esculturas, en agosto de 2010 abrieron una tienda en Seúl que incluyó una galería de arte dentro. Además de ropa de moda y exhibiciones, la marca ha entrado en el negocio de las fragancias, la primera línea de perfumes fue lanzada en 1994, sus mezclas son aromas no convencionales en el mundo de la perfumería, contienen elementos conceptuales como oxígeno, carbón mineral, arena, celulosa y otros. Desde el año 2002 la línea de perfumes se une con Puig Company' para ser parte del catálogo de productos, Puig posee una parte de la licencia de Comme des Garçons en su división de perfumería.

## Tiendas

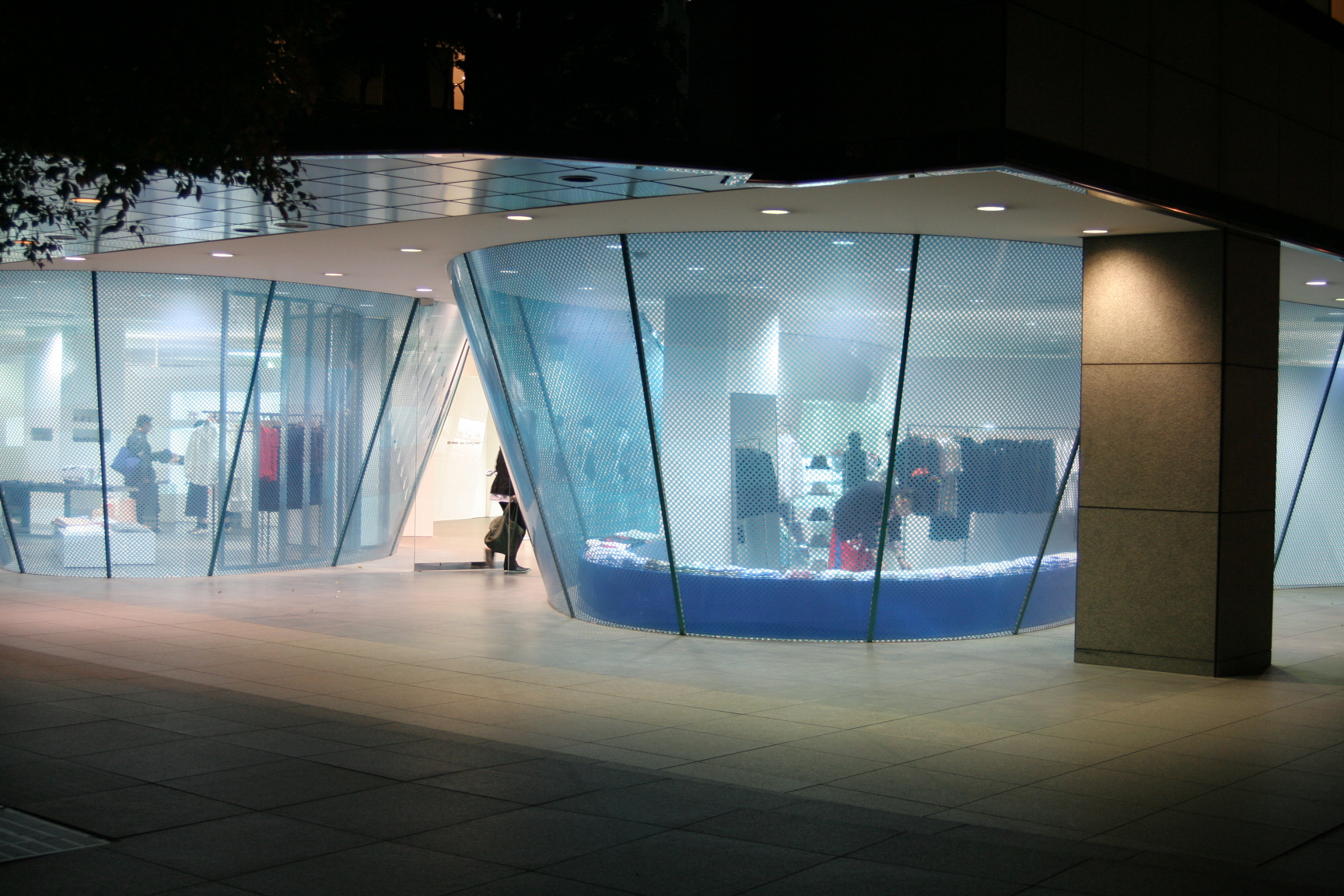
Tienda Comme des Garçons en Aoyama, Tokio.

Las tiendas de la marca se han expandido por varios puntos fuera de Japón y cuentan con tiendas dentro de centros comerciales. En 2004 abrió una tienda bajo el nombre Guerrilla en Berlín, un formato de tienda minimalista que abrió además sucursales en Varsovia, Helsinki y Atenas, aunque algunas fueron cerradas en poco tiempo. En diciembre de 2009 abrieron una tienda en Hong Kong llamada Under The Ground, dentro de Japón han abierto una tienda en Ginza.